# 水に流して
『水に流して』（みずにながして）は、ヒカシューの4枚目のオリジナル・アルバム。1984年12月に日本ミュージックカラーより発売。
ジャケットは、巻上公一自らの筆によるアクション・ペインティング。

本来は、シングル『日本の笑顔』の曲も収録された状態で発売されるはずだったが、「力不足」のためできなかったとのこと。

## 収録曲
1. 水に流して
  - 作詞・作曲：巻上公一／編曲：ヒカシュー
  - TOTOウォシュレットのCMソングとして書かれた曲のイメージを膨らませ発表された。
2. スカート
  - 作詞：巻上公一／作曲：海琳正道／編曲：ヒカシュー
  - 冒頭の「ひらり〜」までの部分が『ひらけ!ポンキッキ』のスポットのフレーズとして使われた。
3. 街のしあわせもの
  - 作詞：巻上公一／作曲：海琳正道／編曲：ヒカシュー
4. そんなコタァないよ
  - 作詞：巻上公一／作曲：坂出雅海／編曲：ヒカシュー
5. 魅惑のペイブメント
  - 作詞：巻上公一／作曲：井上誠／編曲：ヒカシュー
6. 太陽と水すまし
  - 作詞：巻上公一／作曲：坂出雅海／編曲：ヒカシュー
7. 岩
  - 作詞：巻上公一／作曲：海琳正道／編曲：ヒカシュー
8. 氷河のララバイ
  - 作詞：巻上公一／作曲：海琳正道／編曲：ヒカシュー